# 正阳关镇
正阳关镇，是中华人民共和国安徽省六安市寿县下辖的一个建制镇。是古镇——正阳关所在。

## 行政区划
正阳关镇下辖以下地区：
镇北街道社区、枸杞街道社区、镇南街道社区、北台村、三岔村、建设村、红旗村、王祠村、谭套村、花门村、枸杞村、董圩村和前圩村。